# Yasumasa Kawasaki
Yasumasa Kawasaki (født 20. august 1992) er en japansk fodboldspiller, som spiller for den japanske fodboldklub Yokohama FC.